# Всесвітня медична асоціація
Всесвітня медична асоціація (англ. World Medical Association), скорочено ВМА — міжнародна незалежна конфедерація вільних професійних медичних асоціацій, що представляють лікарів усього світу. ВМА було офіційно засновано 18 вересня 1947 року і станом на 2024 рік вона зросла до 114 національних медичних асоціацій із 1467 асоційованими членами, включаючи молодших лікарів і студентів-медиків. і понад 10 мільйонів лікарів. ВМА підтримує офіційні відносини зі Всесвітньою організацією охорони здоров'я (ВООЗ) і прагне до тісної співпраці зі Спеціальним доповідачем ООН з питань права на фізичне та психічне здоров'я.

## Історія
ВМА була заснована 18 вересня 1947 року, коли лікарі з 28 різних країн зустрілися на Першій генеральній асамблеї ВМА в Парижі. Ця організація була створена на основі ідеї, народженої в Палаті Британської медичної асоціації в 1945 році, під час зустрічі, організованої в Лондоні, щоб ініціювати плани створення міжнародної медичної організації на заміну «l'Association Professionnelle Internationale des Médecins», яка призупинила свою діяльність через Другу світову війну.
Щоб сприяти фінансовій підтримці з боку асоціацій-членів, у 1948 році виконавча рада, відома як Рада, заснувала Секретаріат ВМА у Нью-Йорку з метою забезпечення тісного зв'язку з Організацією Об'єднаних Націй та різними її установами. Секретаріат ВМА залишався в Нью-Йорку до 1974 року, коли з міркувань економії та для того, щоб працювати в безпосередній близькості від міжнародних організацій, розташованих у Женеві (ВООЗ, МОП, ICN, МАСЗ тощо), його було переведено до його нинішнього місця розташування в Ферні-Вольтер, Франція. Члени ВМА збиралися на щорічні збори, які з 1962 року називалися «Всесвітня медична асамблея».
З моменту свого заснування WMA виявляла занепокоєння станом медичної етики загалом і в світі зокрема, і працювала над модернізованою редакцією давньої присяги Гіппократа, яка була відправлена на розгляд II Генеральної Асамблеї в Женеві в 1948 році. Присягу було прийнято, і Асамблея погодилася назвати її «Женевською декларацією». Також на тій самій II Генеральній асамблеї була отримана доповідь «Військові злочини та медицина». Це спонукало Раду призначити ще один Дослідницький комітет для підготовки Міжнародного кодексу медичної етики, який після широкого обговорення був прийнятий у 1949 році III Генеральною Асамблеєю (Лондон, Англія, жовтень 1949 року).

## Управління

### Генеральна Асамблея
Головним органом прийняття рішень ВМА є Генеральна Асамблея, яка збирається щорічно і формується з делегацій від Національних Асоціацій-членів, посадовими особами та членами Ради ВМА, а також представниками Асоційованих Членів (асоційованими Членами є індивідуальні лікарі, які бажають приєднатися до ВМА).

### Рада
Кожні два роки Асамблея обирає Раду ВМА, до якої входять представники від кожного з шести регіонів ВМА, а саме: Африки, Азії, Європи, Латинської Америки, Північної Америки та Тихоокеанського регіону. Асамблея також щорічно обирає президента WMA, який є церемоніальним головою ВМА. Президент, новообраний президент і попередній президент утворюють Президію, яка виступає від імені ВМА та офіційно представляє її. 
Кожні два роки Рада ВМА, за винятком Президії, обирає Голову, який є політичним керівником організації. Як керівник операційних підрозділів ВМА, Генеральний секретар працює на постійній основі у Секретаріаті, призначається Радою ВМА.

## Секретаріат
Секретаріат ВМА розташований у Ферні-Вольтер, Франція, поблизу Женеви. З 2005 року Генеральним секретарем є д-р Отмар Клойбер.

## Офіційні мови
Англійська, французька та іспанська є офіційними мовами асоціації з моменту її створення.

## Членство
ВМА має наступні класи членства:
- Установче членство: переважно застосовується до членів, які, як правило, є національними асоціаціями лікарів з різних країн світу (іноді ці організації називають національними медичними асоціаціями). [4] Такі асоціації широко репрезентують лікарів своєї країни завдяки своєму членству. Вони варіюються від палат до орденів, від коледжів до приватних асоціацій. Деякі з них мають обов'язкове членство, а деякі є профспілками.
- Асоційоване членство: Застосовується для індивідуальних лікарів, які хочуть приєднатися до ВМА і які мають право голосу на щорічних зборах асоційованих членів і право брати участь у Генеральній Асамблеї через обраних представників асоційованих членів.

## Проекти
ВМА активно працює в кількох сферах діяльності, але головним чином у:
- Адвокація
- Етика
- Системи охорони здоров'я
- Права людини
- Громадське здоров'я

Що стосується етики, то ВМА має різні декларації, резолюції та заяви, якими намагається допомогти керуватися національним медичним асоціаціям, урядам та міжнародним організаціям у всьому світі. Охоплюється широке коло питань, таких як права пацієнтів, дослідження на людях, догляд за хворими і пораненими під час збройних конфліктів, катування ув'язнених, вживання і зловживання наркотиками, планування сім'ї і забруднення навколишнього середовища.
ВМА також працює на:
- Медична освіта
- Планування людських ресурсів для служб охорони здоров'я
- Безпека пацієнтів
- Лідерство та кар'єрний розвиток
- Адвокація прав лікарів та пацієнтів
- Охорона праці та безпека на робочому місці
- Розбудова демократії для нових медичних асоціацій
- Політика громадського здоров'я
- Такі проекти, як контроль над тютюном та імунізація

ВМА також працює над освітніми програмами, такими як курс тюремної медицини, курс підвищення кваліфікації з мультирезистентного туберкульозу та курс підвищення кваліфікації з туберкульозу, курс етики та курс мікробної резистентності (спільно з Університетом Джорджа Мейсона та Міжнародним товариством мікробної резистентності).
- Посібник з медичної етики ВМА
- Журнал «Всесвітня медична та медична політика»
- Небайдужі лікарі світу

## Суперечки
Під час Генеральної асамблеї Всесвітньої медичної асоціації в Рейк'явіку на початку жовтня 2018 року члени Канадської медичної асоціації заявили, що частина промови нового президента ВМА Леоніда Ейдельмана була плагіатом з промови, виголошеної в 2014 році Крісом Сімпсоном (кардіологом), який тоді був президентом КМА. Нинішній президент д-р Джіджі Ослер розповіла групі, що частина промови була «дослівно скопійована» скопійована з промови Сімпсона. «Кілька інших частин промови також були скопійовані з різних веб-сайтів, блогів і новинних статей без належного відповідного посилання на авторів», — додала вона у своїй заяві. Пропозиція Канади на Асамблеї закликати Ейдельмана піти у відставку не мала успіху. 6 жовтня КМА подала у відставку; в їхньому прес-релізі зазначалося, що це рішення було прийнято через те, що ВМА не дотримувалася етичних стандартів.
У електронному листі до The Canadian Press речник ВМА Найджел Дункан сказав, що промова Ейдельмана була написана іншими особами, і він не знав, що вона може містити плагіат. Джерело ВМА також повідомило The Canadian Press, що Ейдельман вибачився на генеральній асамблеї після того, як канадські делегати пішли; він «визнає, що частина його промови була запозичена у Сімпсона», і більшість делегатів «прийняли його вибачення» за цю помилку.

## Додаткова інформація
- "Rede: Generalversammlung des Weltärztebundes". Der Bundespräsident (in German). 22 October 2022

## Зовнішні посилання
- Офіційний веб-сайт